# Yoon Ji-sung
Yoon Ji-sung (Hangul: 윤지성, n. 8 martie 1991, Wonju, Coreea de Sud) este un cântăreț și actor sud-coreean. A terminat pe locul 8 în Produce 101 sezonul 2, devenind membru al trupei Wanna One și a debutat pe 7 august 2017. El a promovat în cadrul Wanna One timp de un an și jumătate până la despărțirea oficială din 31 decembrie 2018. În urma despărțirii, Ji-sung a debutat solo prin lansarea mini-albumului Aside pe 20 februarie 2019. 

## Carieră

### Pre-debut
Yoon Ji-sung s-a născut ca Yoon Byeong-ok (윤병옥) în Wonju, Coreea de Sud.

### 2017-2019: Produce 101 și Wanna One
În aprilie 2017, Ji-sung a participat la Produce 101 sezonul 2, reprezentând MMO Entertainment alături de Kang Daniel, Kim Jae-han, Joo Jin-woo și Choi Tae-woong. El a obținut 902,098 voturi în finală, clasându-se pe locul 8 și devenind membru Wanna One. 
Ji-sung a făcut parte din unit-ul Lean on Me alături de Hwang Min-hyun și Ha Sung-woon, lansând împreună melodia "Forever and a Day", produsă de Nell. 
Ultimele sale activități ca membru Wanna One au fost concertele de rămas-bun „Therefore”, susținute pe parcursul a patru zile în perioada 24-27 ianuarie 2019 la Gocheok Sky Dome din Seul.   

### 2019-prezent: Activități solo și hiatus
În 2019, a jucat rolul personajului principal masculin în musicalul The Days, interpretând rolul în perioada februarie-mai.
Pe 20 februarie 2019, a debutat solo cu mini-albumul Aside și la scurt timp a avut un turneu de fan-meeting în Asia, vizitând fanii din orașele Seul, Macau, Taipei, Tokyo, Osaka și Bangkok.
Pe 25 aprilie 2019, Ji-sung a lansat un album special, Dear Diary, iar ulterior a ținut o nouă serie de întâlniri cu fanii în Tokyo, Osaka și Seul.
El a lansat un single „Winter, Flower” pe 19 mai 2019, ca un cadou pentru fani, după înrolarea sa în armată la 14 mai 2019.
În timpul servirii în armată, Ji-sung a acceptat oferta de a juca în musicalul militar Return: That Day's Promise, care se va derula din octombrie până în decembrie 2019 în Woori Art Hall.

## Discografie

### Mini-albume
| Titlu      | Detalii despre album                                                                                  | Poziții de vârf în clasamente | Vânzări       |
| Titlu      | Detalii despre album                                                                                  | KOR                           | Vânzări       |
| ---------- | --- | ----------------------------- | ------------- |
| Aside      | - Lansat: 20 februarie 2019 - Companie: LM Entertainment - Format: CD, descărcare digitală, streaming | 2                             | - KOR: 46,873 |
| Dear Diary | - Lansat: 25 aprilie 2019 - Companie: LM Entertainment - Format: CD, descărcare digitală, streaming   | 4                             | - KOR: 21,674 |

## Filmografie

### Emisiuni TV
| An   | Titlu                   | Rol       | Canal |
| ---- | ----------------------- | --------- | ----- |
| 2017 | Produce 101 (sezonul 2) | Concurent | MNet  |

### Teatru muzical
| An   | Titlu                      | Rol            |
| ---- | -------------------------- | -------------- |
| 2019 | The Days                   | Kang Moo-young |
| 2019 | Return: That Day's Promise | Choi Woo-joo   |